# Єжи Ковальчик
Єжи Антоній Кова́льчик (пол. Jerzy Antoni Kowalczyk; 30 серпня 1930, с. Ґорай, нині Білгорайський повіт, Люблінське воєводство — 4 жовтня 2018, Варшава) — польський історик мистецтва. Доктор мистецтвознавства (1971).
Закінчив у 1953 році Люблінський католицький університет. Випускник 1978 року Варшавського університету.

## Наукова кар’єра
- В 1955–1978 роках викладав в Інституті історії мистецтва Варшавського університету, обіймав посаду керівника Закладу допоміжних наук та пропедевтики історії мистецтва (1973–1978) .
- У 1963 році отримав докторський ступінь («Kolegiata w Zamościu»), а звання доцента — у 1971 році[10]
- З 1978 року працював у Інституті мистецтва Польської академії наук, очолюючи Відділ історії мистецтва новітнього періоду; став надзвичайним професором у 1983, а звичайним — у 1992 році
- Був головним редактором журналу Biuletyn Historii Sztuki у 1988–1996 роках; член Комітету наук про мистецтво Польської академії наук (1975–1998) і Наукової Ради Інституту мистецтва PAN

## Визнання та членство
- Доктор мистецтвознавства (1971), професор (1992); дійсний член Польської академії наук з 1978 року і почесний член Національної академії медичних наук України (2009) .
- Отримував державні нагороди Польщі за вклад у культуру й науку .

## Пам’ять і спадщина
- Помер 4 жовтня 2018 року у Варшаві; похований після панахиди в костелі св. Якова в столичному місті .
- Його праці залишаються авторитетними у вивченні мистецьких традицій Східної Речі Посполитої, архітектури польського бароко і культурної спадщини Замостя.

## Статті
- Późnobarokowe kościoły i klasztory diecezji kijowskiej i dekanatu bracławskiego [Архівовано 12 березня 2017 у Wayback Machine.] // Sztuka Kresów Wschodnich: materiały sesji naukowej. — Kraków, 1998. — № III. — S. 19—68.
- Lenartowicz Wojciech (1669—po1713) // Polski Słownik Biograficzny. — Wrocław — Warszawa — Kraków : Zakład Narodowy Imienia Ossolińskich, Wydawnictwo Polskiej Akademii Nauk, 1972. — T. XVII/1. — Zeszyt 72. — S. 43.
- Świątynie i klasztory późnobarokowe w archidiecezji lwowskiej [Архівовано 28 лютого 2017 у Wayback Machine.] // Rocznik Historii Sztuki. — 2003. — № XXVIII. — S. 169—298.
- Kościoły późnobarokowe w diecezji kamienieckiej [Архівовано 8 березня 2018 у Wayback Machine.] // Sztuka Kresów Wschodnich: materiały sesji naukowej. — Kraków, 1996. — № II. — S. 85—125.
- Gmach kolegium Teatynów we Lwowie i jego twórcy — Salvi i Chiaveri [Архівовано 16 березня 2017 у Wayback Machine.] // Sztuka Kresów Wschodnich: materiały sesji naukowej. — Kraków, 2003. — № V. — S. 53—64.
- Dzieła Macieja Polejowskiego w Ziemi Sandomierskiej // Rocznik Muzeum Świętokrzyskiego. — 1970. — T. 6. — S. 187—237
- Ricaud de Tirregaille Pierre [Архівовано 19 жовтня 2016 у Wayback Machine.] // Polski Słownik Biograficzny. — Wrocław — Warszawa — Kraków — Gdańsk — Łódź : Zakład Narodowy Imienia Ossolińskich, Wydawnictwo Polskiej Akademii Nauk, 1988—1989. — 1988. — T. XXXI. — S. 271.